# William Lawvere
Francis William Lawvere (Muncie, Indiana, 9 de fevereiro de 1937 - 23 de janeiro de 2023) foi um matemático estadunidense. Era conhecido por seu trabalho em teoria das categorias, topos e filosofia da matemática.

## Livros selecionados
- 1986 Categories in Continuum Physics (Buffalo, N.Y. 1982), edited by Lawvere and Stephen H. Schanuel (with Introduction by Lawvere pp 1–16), Springer Lecture Notes in Mathematics 1174. ISBN 3-540-16096-5
- 2003 (2002) Sets for Mathematics (com Robert Rosebrugh). Cambridge Uni. Press. ISBN 0-521-01060-8
- 2009 Conceptual Mathematics: A First Introduction to Categories (with Stephen H. Schanuel). Cambridge University Press, 2nd ed. ISBN 978-0521719162